# 岩永嘉弘

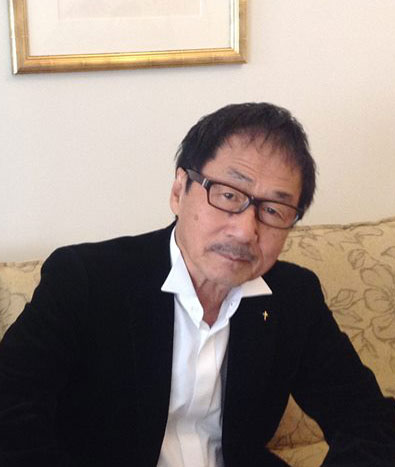
岩永嘉弘（2013年撮影）

岩永嘉弘（いわなが よしひろ、1938年 - ）は、日本のコピーライター。広島県呉市出身。

## 経歴・人物
1938年、広島県呉市に生まれる。父は海軍大尉（終戦退役時）。　
少年時代を山口県宇部市で過ごし、東京渋谷の松濤中学校、東京都立新宿高等学校を経て、早稲田大学第一政治経済学部新聞学科に入学。高校時代の同級生に作家の安土敏と朝日新聞元論説委員の早房長治、早稲田大学同学部の同級生に写真家の浅井慎平、脚本家の鎌田敏夫、作家の尾高修也、朝日新聞元論説委員の高山智がいた。大学卒業後、光文社に編集記者として務めたのち、明治製菓宣伝部でコピーライターとなる。その後、広告作家の土屋耕一に師事。一番弟子を自称している。
1971年、独立して株式会社岩永事務所（現・株式会社ロックスカンパニー）を設立。フリーのコピーライター＆ディレクターの草分けとなる。その一方で、1970年代後半からワイドショー番組『11PM』に出演し、ネーミングブームに火をつけた。それを契機にネーミングを中心に活動を続け、後世に残るネーミングを次々と誕生させ、「ネーミングの第一人者」「名付けビジネスの先駆者」と呼ばれるようになる。
ネーミングから始まり→ブランディング→広告に至る作業を展開し、ブランディングに新風を吹き込んだ。1995年には、日本初のネーミング年鑑「日本ネーミング年鑑」を刊行している。若き頃の小説家原田宗典が師事した。
日本ネーミング協会名誉会長・元会長。東京コピーライターズクラブ（TCC）会員。こふみ句会会員。句歴は50年に及ぶ。妻は春燈俳句会同人「春燈」編集長、岩永はるみ。

## 受賞歴
- TCC（東京コピーライターズクラブ）新人賞
- TCC（東京コピーライターズクラブ）特別賞
- ニューヨークADC賞
- クリオ賞
- 朝日広告賞
- 毎日広告賞
- ADC賞
- 雑誌広告賞
- 日本腰巻き文学大賞

他多数。
広島平和アピールポスター「No more Hiroshima」はMOMA（ニューヨーク近代美術館）のパーマネントコレクションに選定されている。

## 作品

### ネーミング
- 日立洗濯機『からまん棒』
- 新宿駅ビル『新宿MY CITY』
- 東急渋谷『Bunkamura』
- 東急ホテル『セルリアンタワー』
- 複合施設『渋谷マークシティ』
- マクドナルド『チキンタツタ』
- スカイネットアジア航空『ソラシド エア（Solaseed Air）』
- 『日清オイリオ』
- 『新生銀行』
- 本田技研工業『ホンダ・フィット』
- 同上『ホンダ・モビリオ』
- 同上『ホンダ・ストリーム』[5]
- 同上『ホンダinsight』
- 大塚製薬『UL・OS（ウル・オス）』
- 西友 ストアブランド『FOO:D magazine（フードマガジン）』
- 駅弁『元気甲斐』
- PHS『ASTEL』
- JR 『ioカード』
- 東武鉄道『SPACIA』
- 日本航空 『JAL悟空』
- 雑誌 『Saita』
- 同「STORY」『VS.』

他多数。

### スローガン
- 駆けぬける歓び（BMW）
- 美しい時代へ（東急グループ）
- ひとりの時間を、大切に。（集英社）
- 世界の言葉。（マクドナルド）
- 地・求・人です。（コマツ製作所）
- 夢を蒔く。（同上）
- 人を咲かせたい。（旭化成）

他多数。

### 広告
- ひとりの時間を、大切に。（集英社）
- 大きくなったか、青春。（同上）
- きねん日。（東武百貨店）
- 着るから、人間。（三陽商会）
- おーい、氷河が来るぞー。（毎日新聞 公共福祉広告シリーズ）
- 熱い言葉。（明治製菓）
- 白い果実。（同上）
- 朝メシ前だ。（ヤクルト）
- 野菜児（同上）
- No nuclear ash for babies.（No more Hiroshima POSTER）
- Don't melt it down.（同上）
- 僕はオジサンだ（資生堂）
- 俺は、誰だ。（同上）
- Be glocal. 早稲田から世界へ　世界から早稲田へ（早稲田大学）
- 駆けぬける歓び 颯爽。悠然。（BMW）
- 駆けぬける歓び 力。風。（BMW）
- 新セダン類。（三菱自動車）
- わがままマリオン。こんにちは。（同上）

他多数。

### 著書
- 「意表をつくネーミング」（ワニブックス）
- 「ネーミングが広告だ。」（宣伝会議）
- 「キャッチフレーズのいらないネーミング」（同上）
- 「キャッチフレーズ vs.ネーミング」（誠文堂新光社）
- 「言葉のレシピ」（すばる舎）
- 「すべてはネーミング」（光文社新書）
- 「心を射るキャッチフレーズの秘密」（秀和システム）
- 「一行力」（草思社）
- 「極めことば」（KKベストセラーズ）
- 「売れるネーミングの成功法則」（同文舘出版）
- 「売れるネーミング・買わせるネーミング」（同上）
- 「真夜中のプレゼンテーション」（PHP研究所）
- 「ネーミングの成功法則」（同上）
- 「ネーミングの成功法則<<韓国版>>」
- 「リボーンの森」（メディアパル）
- 「少年記」（アディン書房）
- ネーミング全史（日本経済新聞出版社）
- 最強のネーミング（日本実業出版社）
- コピーライターほぼ全史（日本経済新聞出版社・TCC東京コピーライターズクラブ・共編著）

### コラム
- 日経産業新聞「ネーミングNOW」「いいモノ語り」

など。